# Pimelodella australis
Pimelodella australis és una espècie de peix de la família dels heptaptèrids i de l'ordre dels siluriformes.

## Morfologia
Els mascles poden assolir els 10,6 cm de llargària total.

## Distribució geogràfica
Es troba a Amèrica: conca del riu Uruguai i rius costaners entre el riu Tubarão a Santa Catarina i Rio Grande do Sul (Brasil).